# Gouden koets (Surakarta)

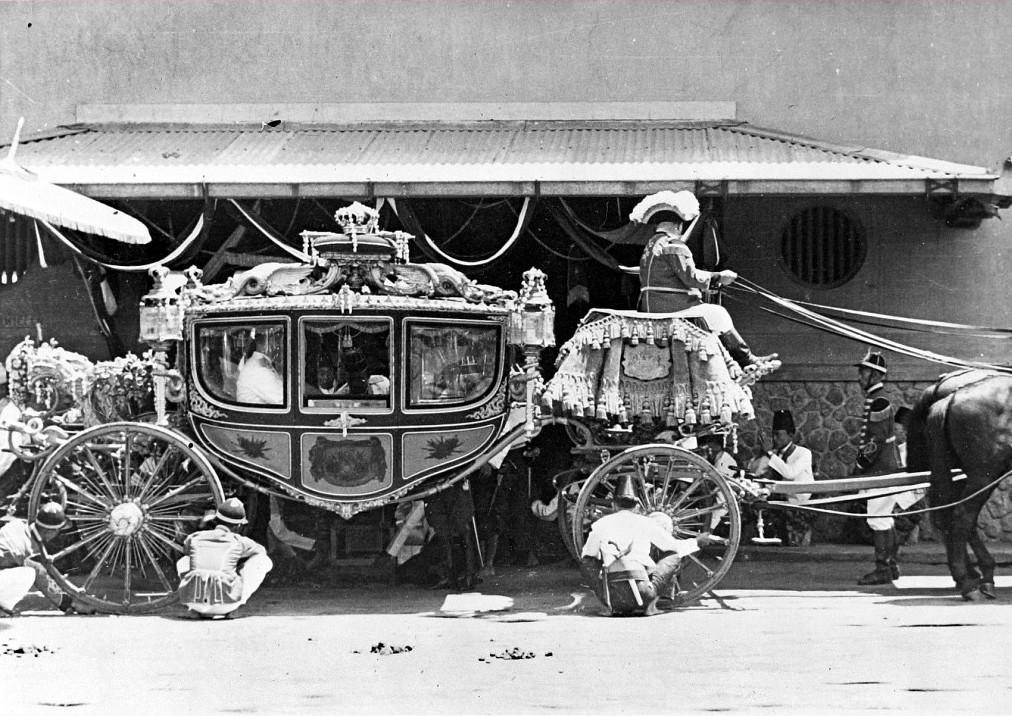
De Susuhunan Pakubuwono X van Surakarta in zijn gouden koets

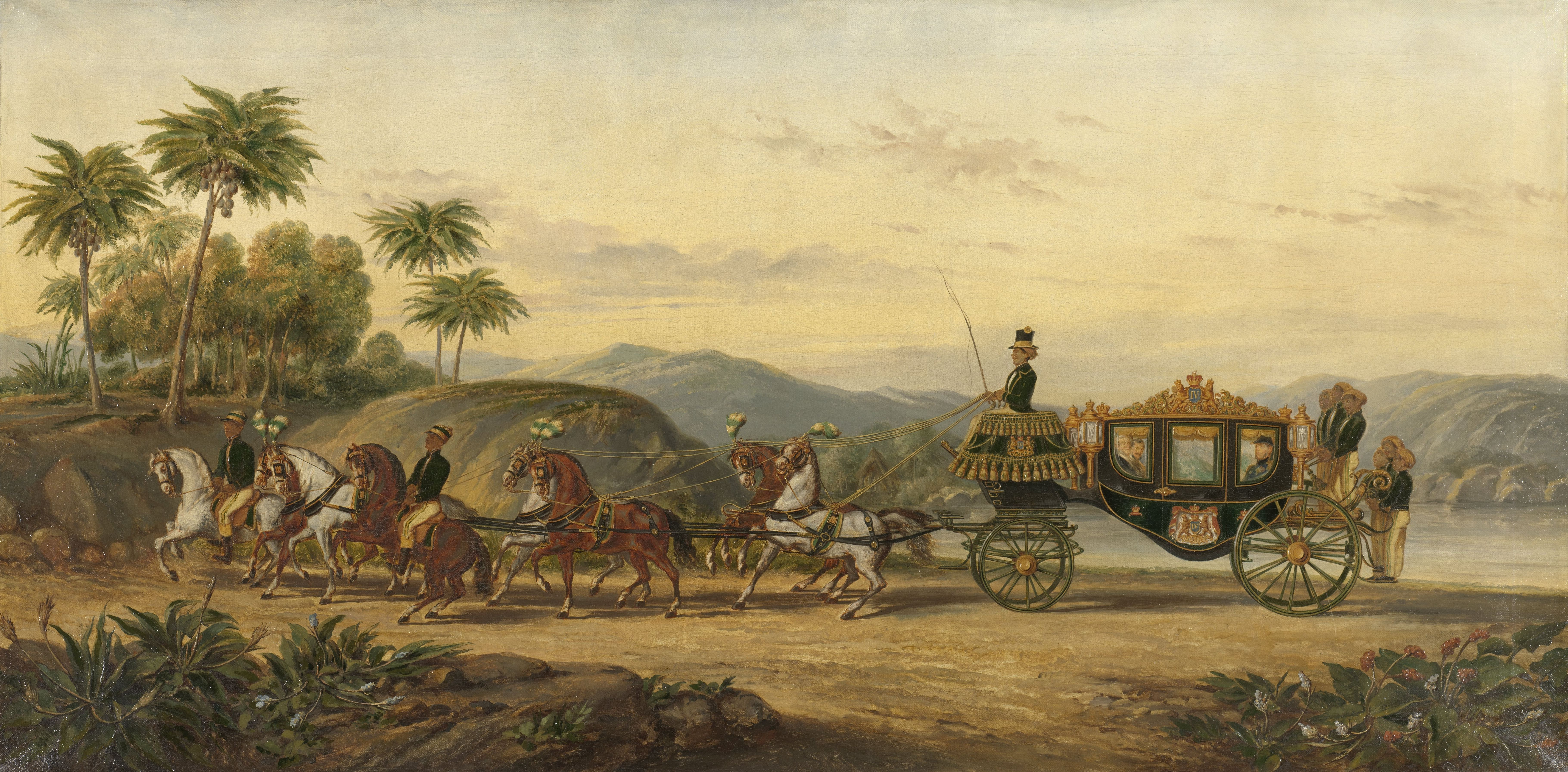
De koets van Mangkoe Nagoro IV, schilderij van Pieter Alardus Haaxman, collectie Rijksmuseum

De Gouden koets (Kiai Garoeda Kentjana) van Surakarta is een koets van de vorsten Susuhunan op Java uit 1859. De staatsiekoets werd gemaakt naar Europees model in opdracht van Pakubuwono VIII van Surakarta. De koets werd vervaardigd door rijtuigfabriek Hermans & Co uit Den Haag met borduurwerk van Van Oven en beeldhouwwerk van Botermans.
In april 1897 werd de koets voor restauratie en aanpassingen door de firma Spyker naar Amsterdam verscheept. De firma heeft bij de bouw van de Gouden koets voor koningin Wilhelmina zich laten inspireren door de gouden koets van Surakarta (Kiai Garoeda Kentjana) en de gouden koets van Yogyarkarta (Kareta Kiai Garoedajaksa).
De koets werd door een achtspan getrokken en de koetsiers en palfreniers droegen een livrei in de stijl van de rococo. Men hield zich steeds aan het gebruik dat achter de Susuhunan een pajong werd gedragen.